# Каннський кінофестиваль 2003
56-й Каннський міжнародний кінофестиваль відбувся з 11 по 25 травня 2003 року у Каннах, Франція. Золоту пальмову гілку отримав фільм Слон режисера Гаса Ван Сента.
У конкурсі було представлено 24 повнометражних фільми та 9 короткометражок. Фестиваль відкрито показом стрічки Фанфан-тюльпан французького режисера Жерара Кравчика. Фільмом закриття фестивалю було обрано документальну біографічну стрічку Чарлі: Життя і мистецтво Чарлі Чапліна американця Річарда Шикела.

## Журі

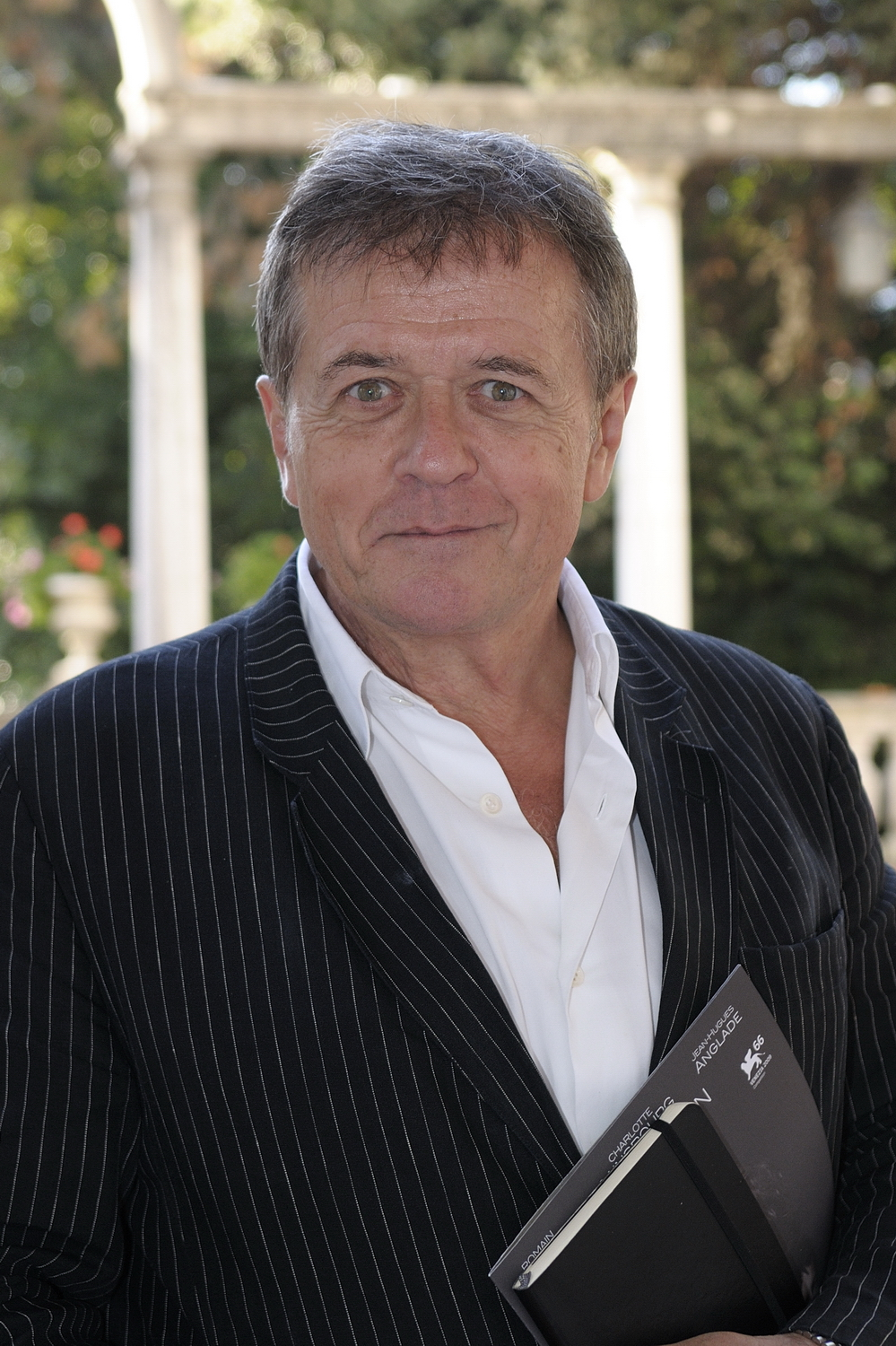
Патріс Шеро

Голова журі: Патріс Шеро, режисер,  Франція
- Карін Віар, акторка,  Франція
- Еррі Де Лука, письменник,  Італія
- Айшварія Рай, акторка,  Індія
- Мег Раян, акторка,  США
- Жан Рошфор, актор,  Франція
- Стівен Содерберг, режисер,  США
- Даніс Танович, режисер,  Боснія і Герцеговина
- Цзян Вень, режисер,  КНР

## Фільми-учасники конкурсної програми
★Переможців виділено окремим кольором.
Повнометражні фільми
| Фільм                | Назва мовою оригіналу                             | Режисер             | Країна                            |
| -------------------- | ------------------------------------------------- | ------------------- | --------------------------------- |
| Батько та син        | Otets i syn                                       | Олександр Сокуров   | Німеччина Росія Нідерланди Італія |
| Басейн               | Swimming Pool                                     | Франсуа Озон        | Франція                           |
| Валізи Тульса Люпера | The Tulse Luper Suitcases, Part 1: The Moab Story | Пітер Гріневей      | Нідерланди Велика Британія        |
| Відбивні             | Les Côtelettes                                    | Бертран Бліє        | Франція                           |
| Відчуження           | Uzak                                              | Нурі Більге Джейлан | Туреччина                         |
| Доґвіль              | Dogville                                          | Ларс фон Трієр      | Данія                             |
| Заблудлі             | Les égarés                                        | Андре Тешіне        | Франція                           |
| Карандіру            | Carandiru                                         | Гектор Бабенко      | Бразилія Аргентина Італія         |
| Коричневий кролик    | The Brown Bunny                                   | Вінсент Галло       | США Японія Франція                |
| Крихітка Лілі        | La Petite Lili                                    | Клод Міллер         | Франція                           |
| Навали варварів      | Les Invasions barbares                            | Дені Аркан          | Канада Франція                    |
| О п'ятій пополудні   | پنج عصر / Panj é asr                              | Саміра Махмальбаф   | Іран Франція                      |
| Пурпурний метелик    | 紫蝴蝶 / Zǐ Húdié                                 | Лоу Є               | КНР                               |
| Серце не з тобою     | Il cuore altrove                                  | Пупі Аваті          | Італія                            |
| ★ Слон               | Elephant                                          | Ґас Ван Сент        | США                               |
| Таємнича ріка        | Mystic River                                      | Клінт Іствуд        | США Австралія                     |
| Тірезія              | Tiresia                                           | Бертран Бонелло     | Франція                           |
| Той день             | Ce jour-là                                        | Рауль Руїс          | Франція                           |
| Шара                 | 沙羅双樹 / Sharasojyu                             | Наомі Кавасе        | Японія                            |
| Яскраве майбутнє     | アカルイミライ / Akarui mirai                     | Кійосі Куросава     | Японія                            |

Короткометражні фільми
| Фільм                         | Назва мовою оригіналу               | Режисер            | Країна          |
| ----------------------------- | ----------------------------------- | ------------------ | --------------- |
| Відчинене вікно               | A Janela Aberta                     | Філіп Барчинський  | Бразилія        |
| Гаданий хлопчик               | To Tameno                           | Марса Макріс       | Греція          |
| Листопад                      | Novembersno                         | Кароліна Йонсон    | Швеція          |
| Людина без голови             | L'Homme sans tête                   | Хуан Дієго Соланас | Франція         |
| Мій сліпий брат               | My blind Brother                    | Софі Гудгарт       | США             |
| Найкрасивіший чоловік у світі | The most beautiful man in the world | Алісія Даффі       | Велика Британія |
| ★ Сумка феєрверків            | Cracker bag                         | Глендін Айвін      | Австралія       |
| Швидкий фільм                 | Fast film                           | Вірджил Відрич     | Австрія         |
| Я проростаю                   | Ik Ontspruit                        | Естер Ротс         | Нідерланди      |

## Особливий погляд
| Фільм                          | Назва мовою оригіналу                         | Режисер                               | Країна           |
| ------------------------------ | --------------------------------------------- | ------------------------------------- | ---------------- |
| Американська пишність          | American Splendor                             | Шарі Спрінгер Берман, Роберт Пульчіні | США              |
| Багряне золото                 | طلای سرخ / Tala-ye Sorkh                      | Джафар Панагі                         | Іран             |
| Бородавка                      | അരിമ്പാറ / Arimpara                              | Муралі Наїр                           | Індія            |
| Боротьба                       | Struggle                                      | Рут Медер                             | Австрія          |
| Бродяги                        | 二弟 / Er di                                  | Ван Сяошуай                           | КНР Гонконг      |
| Вересень                       | September                                     | Макс Фербербек                        | Німеччина        |
| З порожніми руками             | Les mains vides                               | Марк Реча                             | Іспанія Франція  |
| Лео грає: В компанії чоловіків | Léo, en jouant „Dans la compagnie des hommes“ | Арно Деплешен                         | Франція          |
| Молодий Адам                   | Young Adam                                    | Девід Маккензі                        | Велика Британія  |
| Найкращі роки молодості        | La meglio gioventù                            | Марко Тулліо Джордана                 | Італія           |
| Непогожа погода                | Stormviðri                                    | Сольвейг Анспах                       | Франція Ісландія |
| Південний хрест                | La cruz del sur                               | Пабло Рейєро                          | Аргентина        |
| Поцілунок життя                | Kiss of Life                                  | Емілі Янг                             | Велика Британія  |
| Солдати Саламіни               | Soldados de Salamina                          | Давид Труеба                          | Іспанія          |
| Сьогодні і завтра              | Hoy y mañana                                  | Алехандро Чомські                     | Аргентина        |
| Тисяча місяців                 | Mille mois                                    | Фаузі Бенсаїді                        | Франція Марокко  |
| Усі вечірки завтрашнього дня   | 明日天涯 / Míngrì tiānyá                      | Нельсон Ю                             | КНР              |
| Японська історія               | Japanese Story                                | Сью Брукс                             | Австралія        |
|                                | Lu bin xun piao liu ji                        | Лін Чен-Шен                           | Тайвань          |

## Міжнародний тиждень критиків
У центрі уваги Індія
- Пил людський (హరివిల్లు / Harivillu), режисер Б. Нарсінг Рао[6][7]
- Відьма (Makdee), реж. Вішал Бхарадвадж[8]
- У імені Будди (In the Name of Buddha), реж. Раджєш Тоушрівер[7][9]

## Фільми позаконкурсної програми
| Фільм                                    | Назва мовою оригіналу                                          | Режисер              | Країна                    |
| ---------------------------------------- | -------------------------------------------------------------- | -------------------- | ------------------------- |
| Безтурботний їздець, Скажений Бик (док.) | Easy Riders, Raging Bulls                                      | Кеннет Баузер        | США                       |
| Будинок біля озера                       | Mansion By The Lake                                            | Лестер Джеймс Пер'єс | Шрі-Ланка                 |
| Душа людини (док.)                       | The Soul of a Man                                              | Вім Вендерс          | США Німеччина             |
| Клод Соте, або Невидима магія            | Claude Sautet ou La magie invisible (док.)                     | Нгуен Чунг Бінь      | Франція Німеччина         |
| Кроки і т.д.... (мюзикл) (док., к/м)     | Les marches etc… (une comédie musicale)                        | Жиль Жакоб           | Франція                   |
| Матриця: Перезавантаження                | The Matrix Reloaded                                            | Вачовскі             | США Австралія             |
| Нові часи                                | Modern Times                                                   | Чарлі Чаплін         | США                       |
| Останній клієнт (док., к/м)              | The Last Customer                                              | Нанні Моретті        | Італія                    |
| Примари безодні: Титанік (док.)          | Ghosts of the Abyss                                            | Джеймс Кемерон       | США                       |
| Синій колір                              | 青の炎 / Ao no Honō                                            | Юкіо Нінагава        | Японія                    |
| Тріо з Бельвіля (анім.)                  | Les Triplettes de Belleville                                   | Сільвен Шоме         | Франція                   |
| Туди-сюди                                | Vai~E~Vem                                                      | Жуан Сезар Монтейру  | Португалія Франція        |
| Тужливий крик хижого птаха (док., к/м)   | Il grido d'angoscia dell'uccello predatore (20 tagli d'Aprile) | Нанні Моретті        | Італія                    |
| Туман війни (док.)                       | The Fog of War                                                 | Еррол Морріс         | США                       |
| Фанфан-тюльпан                           | Fanfan la Tulipe                                               | Жерар Кравчик        | Франція                   |
| Хто убив Бембі?                          | Qui a tué Bambi?                                               | Жиль Маршан          | Франція                   |
| Чарлі: Життя і мистецтво Чарлі Чапліна   | Charlie: The Life and Art of Charles Chaplin                   | Чарлі Шикел          | США                       |
| Час вовків                               | Le Temps du Loup                                               | Міхаель Ганеке       | Франція Австрія Німеччина |
| S-21, машина смерті Червоних кхмерів     | S-21, la machine de mort Khmère rouge                          | Рітхі Пань           | Камбоджа Франція          |

## Нагороди
- Золота пальмова гілка: Слон, режисер Ґас Ван Сент
- Гран-прі журі: Відчуження, реж. Нурі Більге Джейлан
- Приз журі: О п'ятій пополудні, реж. Саміра Махмальбаф
- Приз за найкращу чоловічу роль: Музаффер Оздемір та Емін Топрак за Відчуження
- Приз за найкращу жіночу роль: Марі-Жозе Кроз за Навали варварів
- Приз за найкращу режисуру: Слон, реж. Ґас Ван Сент
- Золота пальмова гілка за короткометражний фільм: Сумка феєрверків, реж. Глендін Айвін
- Найкращий сценарій: Навали варварів, реж. Дені Аркан
- Почесна «Золота пальмова гілка»: Жанна Моро
- Золота камера: Реконструкція, реж. Крістофер Бое
- Золота камера — Спеціальна згадка: Усама, реж. Сіддік Бармак
- Приз Сінефондасьйон: Біжи, кролику, біжи, реж. Павле Вуковіч
- Приз «Особливий погляд»: Найкращі роки молодості, реж. Марко Тулліо Джордана
- Приз «Перший погляд»: Тисяча місяців, реж. Фаузі Бенсаїді
- Приз журі «Особливий погляд»: Багряне золото, реж. Джафар Панагі
- Приз Міжнародного тижня критиків: Відтоді, як поїхав Омар..., реж. Жулі Бертучеллі
- Нагорода Canal+: Любов є Закон, реж. Ейвінд Толас
- Нагорода Kodak: Правда про голову, реж. Дейл Гесліп
- Нагорода молодих критиків — Найкращий короткометражний фільм: Правда про голову, реж. Дейл Гесліп
- Нагорода молодих критиків — Найкращий художній фільм: Мілвокі, штат Міннесота, реж. Алан Міндел
- Велика Золота рейка: Відтоді, як поїхав Омар..., реж. Жулі Бертучеллі
- Мала Золота рейка: Любов є Закон, реж. Ейвінд Толас
- Золотий тренер: Таємнича ріка, реж. Клінт Іствуд
- Нагорода «Гра Савой»:
  - Ангели, реж. Жульєн Лелу
  - Pourkoi… passkeu, реж. Жиль Лелуш, Трістан Оруе
- Приз міжнародної асоціації кінопреси (ФІПРЕССІ):
  - Години дня, реж. Хайме Росалес (Двотижневик режисерів)
  - Батько та син, реж. Олександр Сокуров (Конкурс)
  - Американська пишність, реж. Шарі Спрінгер Берман, Роберт Пульчіні (Особливий погляд)
- Приз екуменічного журі: О п'ятій пополудні, реж. Саміра Махмальбаф
- Премія французької асоціації кіномистецтв (AFCAE): Усама, реж. Сіддік Бармак
- Нагороди французької культури:
  - Іноземний кінематографіст року: В очікуванні щастя, реж. Абдеррахман Сіссако
  - Французький кінематографіст року: Таємні пристрасті, реж. Жан-Клод Бріссо
- Нагорода молоді: Тисяча місяців, реж. Фаузі Бенсаїді
- Приз Франсуа Шале: S-21, машина смерті Червоних кхмерів, реж. Рітхі Пань
- Кіноприз Французької національної освітньої системи: Слон, реж. Ґас Ван Сент